# 도라에몽: 스탠바이미 2
《도라에몽: 스탠바이미 2》(일본어: STAND BY ME ドラえもん 2)는 도라에몽을 원작으로 한 일본의 3D SF 코미디 애니메이션이며, 2014년 개봉된 《도라에몽: 스탠바이미》의 후속작이다. 야기 류이치와 야마자키 다카시가 감독한 이 영화는, 2000년 개봉한 동시상영작 《할머니의 추억》과 2002년 개봉한 동시상영작 《내가 태어난 날》을 원작으로 하고 있다. 이 영화는 도라에몽 50주년 기념 작품이다.
당초 계획으로는 8월 7일에 개봉할 예정이었으나, 코로나19 범유행으로 11월 20일로 개봉이 연기되었다. 당초 개봉 예정일이었던 8월 7일에는 《도라에몽 노비타의 신공룡》이 대신 개봉되었다.

## 개요
《도라에몽: 스탠바이미》 이후로 약 6년만에 개봉한 도라에몽 3D CG 애니메이션이다. 본 영화의 내용은 《도라에몽》 제 4권에 수록되어 있는, 원작 가운데에서도 특히 명작으로 불리는 〈할머니의 추억〉, 〈내가 태어난 날〉, 〈45년 후…〉, 〈타마시이무・머신→‘넋 머신’, ‘영혼 머신’ 등으로 해석함.〉 네 개의 원작 스토리를 재구성한 것과, 전작에 수록된 〈진구의 결혼 전야〉의 후일담인 진구와 이슬이의 결혼식에서 일어난 일들(오리지널 스토리)로 이루어져 있다.

## 연혁
- 2019년
  - 12월 14일: 영화 개봉 발표와 동시에 특별 영상 공개.[1]
- 2020년
  - 3월 19일: 3월 6일 개봉 예정이었던 《도라에몽 노비타의 신공룡》의 개봉 날짜가 8월 7일로 연기됨에 따라 영화 개봉 날짜 연기.[4][5]
  - 7월 27일: 《도라에몽: 스탠바이미》에서 청년 노진구 역할을 맡았던 츠마부키 사토시가 배역을 계속 담당한다는 것과, 노진구의 할머니 목소리 연기를 미야모토 노부코가 담당한다는 것이 발표됨.[6]
  - 10월 7일: 개봉 날짜가 11월 20일로 결정됨. 포스터의 비주얼과 주제가를 스다 마사키가 담당한다는 사실이 발표됨.[2]。
  - 10월 21일: 게스트 성우로 나카메구로 역을 바카리즈무가, 바꿔치기 로프 역을 하토리 신이치가 담당한다는 사실이 발표됨.[7]
  - 10월 30일: 쇼가쿠칸 쥬니어 문고판 발매.
  - 11월 3일: 쇼가쿠칸 문고판 발매.

## 줄거리
8월 7일, 생일을 맞은 노진구는 0점짜리 시험지를 발견한 엄마에게 야단을 맞고 다른 시험지를 천장에 숨기려다 돌아가신 할머니가 고쳐주신 인형을 발견한다.
할머니를 그리워한 노진구는 도라에몽과 함께 할머니가 살아계시던 시절로 향한다. 할머니는 초등학생의 모습으로 나타난 노진구를 조금도 의심하지 않고 받아들인다. 그리고 노진구는 “진구의 며느리를 만나보고 싶다”는 할머니에게 이슬이와의 결혼식을 보여 드리겠다는 약속을 한다.
그러나, 도라에몽에게 미래가 바뀌었을지도 모른다고 말한 노진구가 타임 텔레비전으로 미래의 모습을 확인해 본 결과, 결혼식 당일 청년 노진구는 어디론가 도망가 버렸다.
과연 도라에몽과 노진구는 청년 노진구를 데려와 결혼시킬 수 있을까? 그리고 할머니와의 약속도 지킬 수 있을까?

## 등장인물
- 도라에몽 - 미즈타 와사비 / 윤아영
- 노진구 - 오오하라 메구미, 츠마부키 사토시 (청년), 카와하라 아키라토 (유년), 모리야가쿠 와타루 (아기) / 김정아, 김혜성 (어른)
- 신이슬 - 카카즈 유미 / 조현정
- 만퉁퉁 - 키무라 스바루 / 최낙윤
- 왕비실 - 세키 토모카즈 / 이현주, 김정은
- 오진숙 - 미츠이시 코토노 / 임은정
- 노석구 - 마츠모토 야스노리 / 김정은
- 박영민 - 하기노 시호코 (TV 아사히 아나운서) / 이지현, 이현 (어른)
- 만퉁순 - 야마자키 바닐라 / 김성연
- 선생님 - 타카기 와타루 / 이장우
- 도라미 - 김민정
- 노장구 - 이지현
- 이슬이 엄마 - 이현주
- 이슬이 아빠 - 이장우
- 비실이 엄마 - 서유리
- 비실이 아빠 - 최낙윤
- 퉁퉁이 엄마 - 이재현
- 퉁퉁이 아빠 - 신용우
- 번개 할아버지 - 김정은
- 노진구의 할머니 - 미야모토 노부코 / 강시현
- 나카메구로 - 바카리즈무
- 바꿔치기 로프 - 하토리 신이치
- 매니저 - 요시노 히로유키
- 사회자 - 아이 카와사토 하나코
- 목사 - 야마구치 타로오
- 중학생 - 마츠모토 켄타, 아사리 료타

## 스태프
- 원작 - 후지코 F. 후지오
- 각본 - 야마자키 다카시
- 감독 - 야기 류이치, 야마자키 다카시

## 삽입곡
엔딩 테마 〈무지개〉
작사·작곡 - 이시자키 휴우이 / 편곡 - 토미 요 / 노래 - 스다 마사키 (에픽 레코드 재팬)
삽입곡 〈자이안에게 보에보에〉
작사 - 마이쿠 스기야마 / 작곡·편곡 - 사와다 칸 / 노래 - 자이안 (키무라 스바루)

## 소설판
감독인 야마자키 타카시에 의해, 노블라이즈(→소설화)가 쇼가쿠칸 쥬니어 문고와 쇼가쿠칸 문고의 2판으로 발매되었다.
- 쇼가쿠칸 주니어 문고 (10월 30일 발매)
《小説 STAND BY ME ドラえもん→소설 STAND BY ME 도라에몽》 ISBN 978-4-09-231345-3
《小説 STAND BY ME ドラえもん 2→소설 STAND BY ME 도라에몽 2》 ISBN 978-4-09-231346-0
- 쇼가쿠칸 문고 (11월 3일 발매)
《小説 STAND BY ME ドラえもん 2→소설 STAND BY ME 도라에몽 2》 ISBN 978-4-09-406839-9

## 비평
작가 오카자키 유우코는 ‘너무나 볼품없는 성인 노진구에게 솔직히 화가 났다’라고 말했고, 이슬이와 할머니의 상냥함에 내포 되어있는 마음의 힘과 포용력에 감탄했다고 했다. 또, 그러한 여성을 의지하는 노진구는 정말로 행복한 것일까라고 감상했다. 또한 야마자키 감독의 ‘(엔터테인먼트는) 누구나가 즐길 수 있는 것으로 하지 않으면 안 된다’라는 자세를 높게 평가해, ‘허풍을 펴면서도, 보기 좋게 뿌린 떡밥을 마지막에 회수하여 상쾌감마저 있다.’고 각본을 칭찬했다.